# Ordnance QF 25 pounder
Kanón OQF 25 pounder (Ordnance Quick Fire 25-pounder neboli "pětadvacetiliberní kanón") byla britská kanónová houfnice ráže 87,6 mm, která vstoupila do služby těsně před začátkem druhé světové války. Ve výzbroji nahradila zastaralé 18liberní dělo (Ordnance QF 18-pdr Gun) a 4,5palcovou houfnici (Ordnance QF 4,5 inch Howitzer). Stala se základním polním dělem britské armády až do šedesátých let. V mnoha státech Commonwealthu byla ve službě až do sedmdesátých let a několik kusů sloužilo ve Velké Británii k výcvikovým účelům až do let osmdesátých.

## Vznik a výroba
Tato kanónová houfnice byla vyvíjena s cílem nahradit 18liberní polní dělo (ráže 84 mm) a 4,5palcovou houfnici (ráže 114 mm), které tvořily hlavní výzbroj britského polního dělostřelectva za první světové války. Cílem bylo zkonstruovat zbraň se schopností přímé palby jako 18liberní dělo a zároveň palby s vysokým úhlem náměru jako houfnice.
Vývoj v meziválečném období byl brzděn nedostatkem finančních zdrojů a nakonec bylo rozhodnuto použít jako základ 18liberní polní kanón. Výsledkem byla 87,6mm (3,45palcová) kanónová houfnice používající k palbě 25liberní (11kg) tříštivo-trhavé granáty umístěná na upravené lafetě z 18liberky. OQF 25 pounder používala houfnicové dělené střelivo. Nejprve se do nábojové komory vkládal dělostřelecký granát, poté teprve mosazná nábojka s prachovou náplní. Používalo se několik druhů nábojek s odlišným množstvím náplně podle vzdálenosti cíle. Nejsilnější byla náplň Super, další byly náplně číslo 1, 2 a 3.
Důležitou součástí děla byla kolesna (dělostřelecký vozík). Kolesna se při transportu připojovala mezi dělo a tahač, i když dělo mohlo být zapřaženo i přímo k tahači. V kolesně byla převážena zásoba munice (32 ran). Střelivo bylo obvykle naloženo i na dělostřeleckém tahači. Každá sekce (dvě děla s tahači) používala třetí tahač k vezení munice a taženi dvou muničních kolesen.
Standardní obsluhu tvořilo 6 mužů, redukovaná obsluha sestávala ze 4 mužů.

## Používaná munice

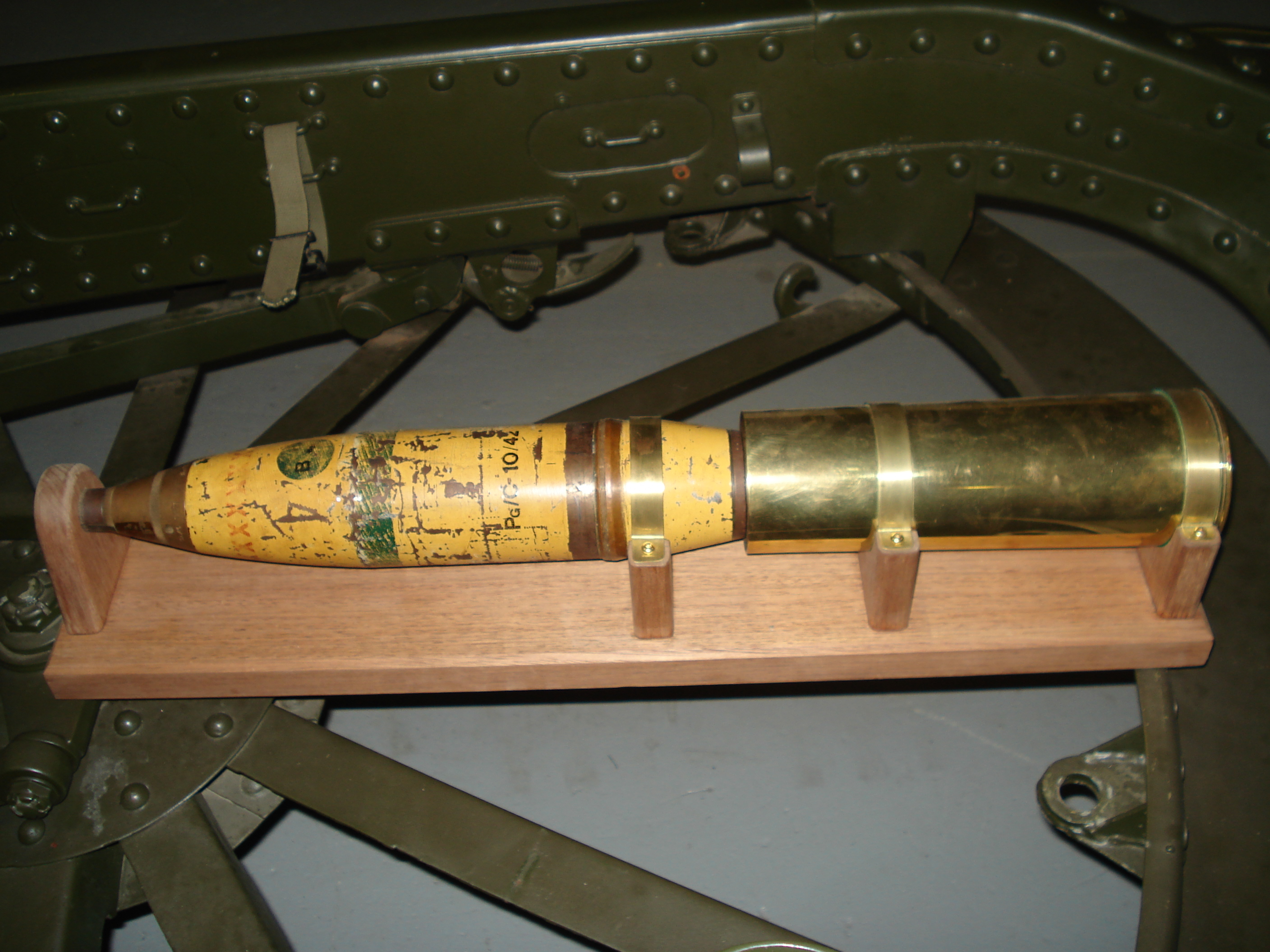
25liberní dělostřelecký granát a nábojka

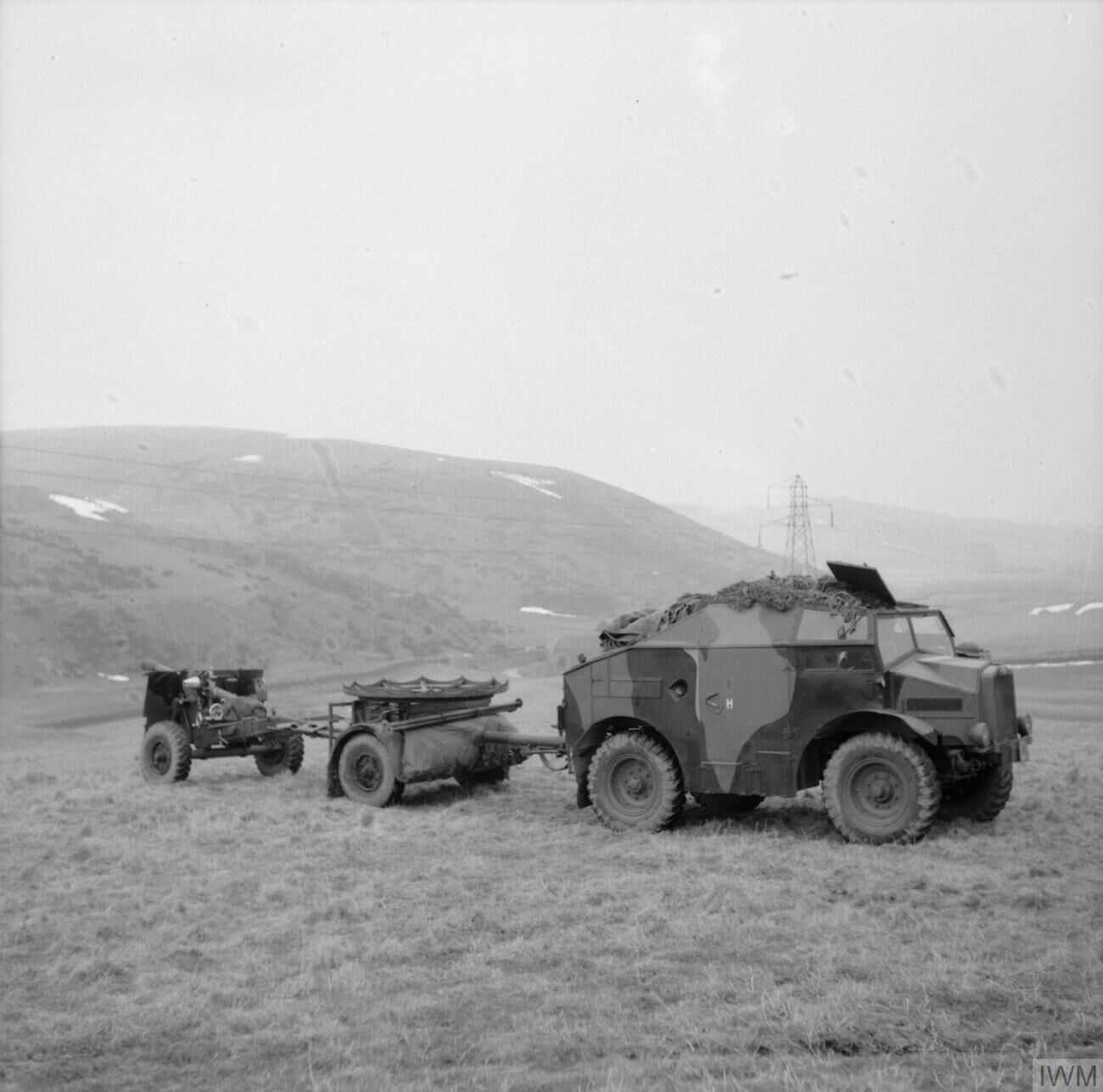
OQF 25 pounder včetně kolesny v závěsu za tahačem Morris Quad

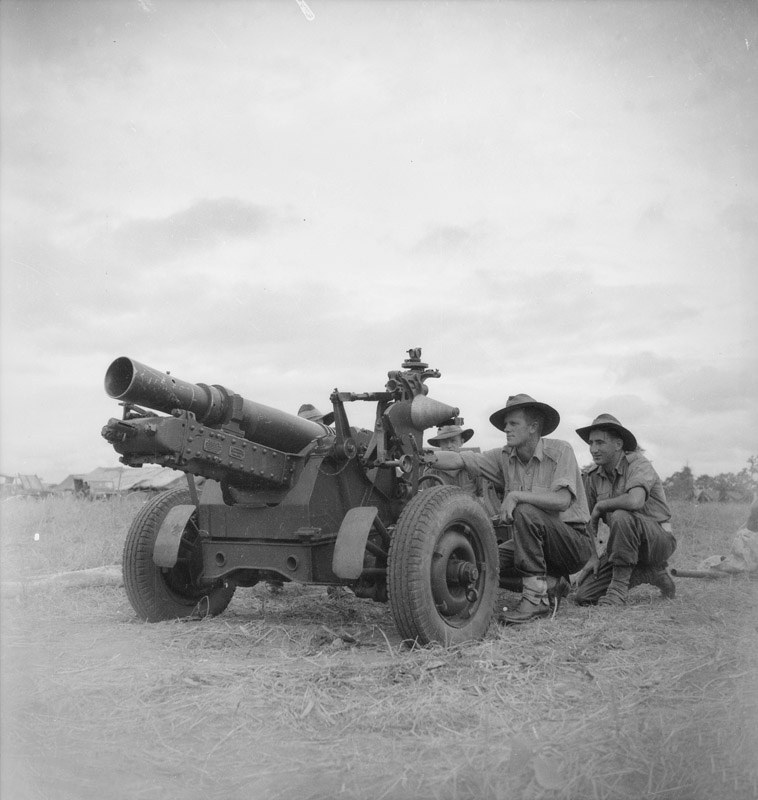
Australská Short 25-pdr, Nová Guinea, 1944

Hlavní používanou municí byly tříštivo-trhavé granáty (HE), bylo možno použít rovněž kouřovou a osvětlovací munici nebo propagandistické granáty plněné letáky. Pro účely přímé dělostřelecké palby byl k dispozici rovněž omezený počet 20liberních (9kg) protipancéřových střel (AP), později nahrazených výkonnější variantou s balistickou kuklou. V Kanadě byl rovněž vyvíjen protitankový kumulativní granát, jeho vývoj však byl po zavedení protitankového kanónu OQF 17 pounder zastaven. V období po druhé světové válce byly ve Velké Británii protipancéřové granáty nahrazeny municí typu HESH.

## Ve službě
Kanónová houfnice OQF 25 pounder byla základním typem polního děla používaného v pěchotních a obrněných divizích Velké Británie a zemí Commonwealthu v průběhu druhé světové války. V průběhu války každá britská pěchotní divize měla ve výzbroji 72 kusů této houfnice. Od poloviny roku 1940 byl každý ze tří pluků divize vybaven 24 děly organizovanými do tří baterií po 8 dělech. Před rokem 1940 měl každý pluk dvě baterie po 12 dělech. Obrněné divize se skládaly ze dvou pluků, od roku 1944 byl jeden z nich vyzbrojen samohybnými děly 25-pdr Sexton.
Obyčejně bylo dělo společně s kolesnou přepravováno v závěsu za dělostřeleckým tahačem Morris C8 "Quad". Do výzbroje byly zavedeny také samohybné verze tohoto děla. S použitím podvozku z tanku Valentine to bylo samohybné dělo Bishop a později na modifikovaném podvozku z tanku M3 Lee následovalo samohybné dělo Sexton.

## Varianty
- Mark I

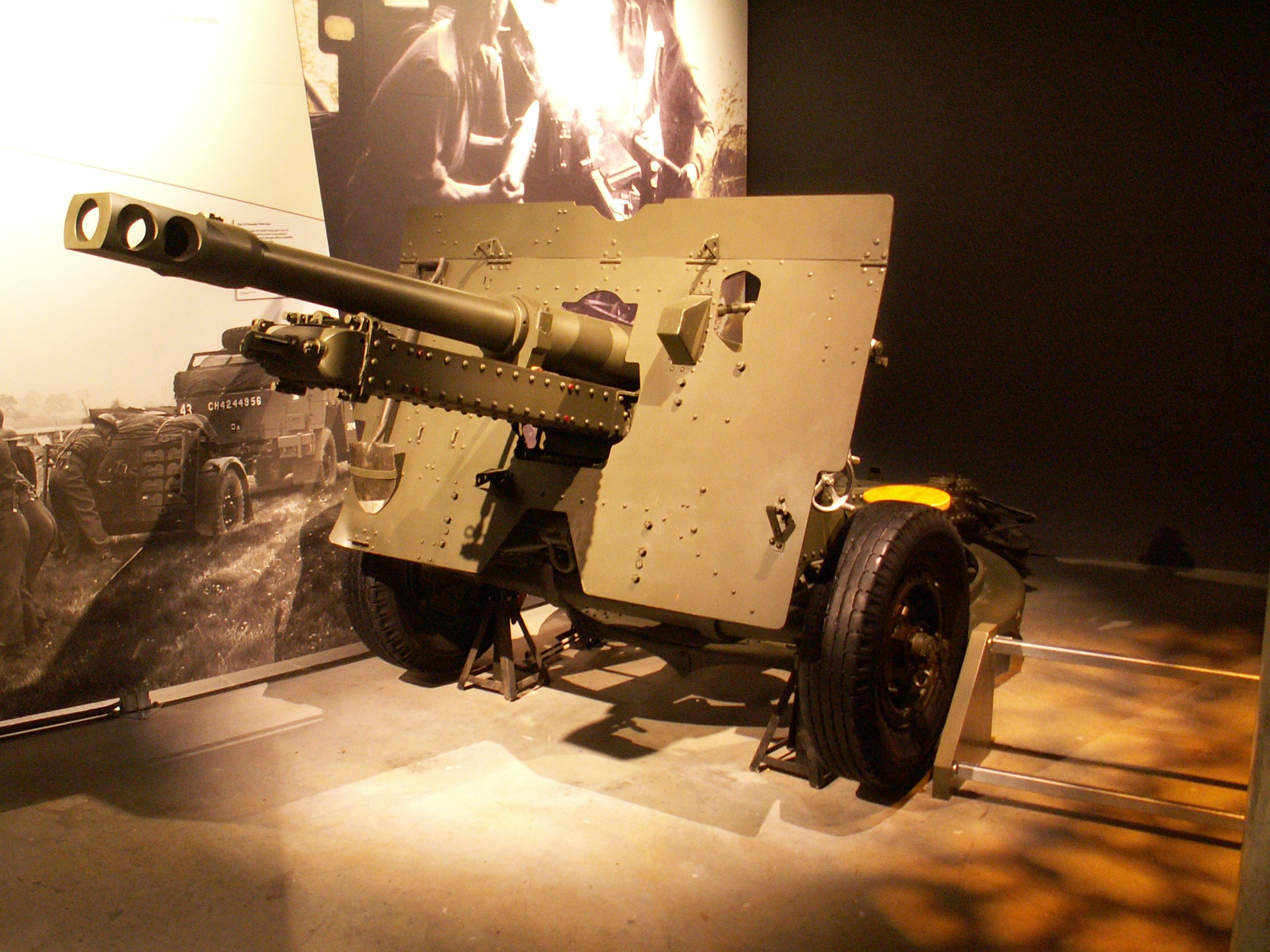
OQF 25 pounder s úsťovou brzdou

První varianta, konverze z 18liberního děla. Ve výzbroji britské armády od konce třicátých let. Mohly používat pouze prachové nábojky č. 1, 2 a 3. Několik bylo ztraceno v průběhu norské kampaně, 704 kusů ztraceno ve Francii v létě 1940. Zbylé dosloužily v Severní Africe do konce roku 1941 a v Malajsii. Zbraně ukořistěné německou armádou byly použity v Normandii v létě 1944.
- Mark II

Hlavní výrobní varianta produkovaná ve Velké Británii, Austrálii a Kanadě. Dodávky započaly začátkem roku 1940 a první kusy se dostaly do výzbroje kanadského pluku ve Velké Británii v květnu 1940. Mohly používat všechny velikosti prachových náplní. Později byla za účelem přímé palby proti nepřátelské obrněné technice prachová náplň Super ještě zesílena a na ústí hlavně přidána úsťová brzda. Děla s touto modifikací nesla označení Mark II/1.
- Mark III

V podstatě Mark II s modifikovaným závěrem usnadňujícím nabíjení při vysokém náměru. Děla vybavená úsťovou brzdou nesla označení Mark III/1.
Modifikace vyráběná v Barmě měla užší podvozek umožňující tažení za Jeepem a přepravu v transportních letounech C-47 Dakota.
- Short, Mark I

25 pounder Short Mark I byla australská zkrácená verze OQF 25 pounder používaná jako horský kanón. První kusy byly vyrobeny v roce 1943. Tato verze byla určena pro boj v džungli a ve výzbroji ji měly pouze australské jednotky nasazené v jihozápadním Tichomoří. Toto dělo mohlo být taženo pomocí lehkého automobilu nebo rozloženo na 13 dílů.